# White Album 2
White Album 2 (ホワイトアルバム2 Howaito Arubamu 2?) es una de las dos novelas visuales japonesas para adultos desarrollados por la empresa de novelas visuales Leaf para las computadoras con el sistema operativo de Microsoft Windows, y es la secuela de la anterior novela visual de Leaf, White Album. Aunque es técnicamente una secuela por compartir universo con su precedesora, lo cierto es que se trata de historias totalmente independientes y con personajes diferentes. La primera parte de la novela, llamada White Album 2: Introductory Chapter  fue lanzada el 26 de marzo de 2010. La segunda parte de la serie se llamó White Album 2: Closing Chapter y fue lanzada el 22 de diciembre de 2011. Más tarde, se lanzó una versión para todas las edades para Playstation 3, White Album 2: Shiawase no Mukōgawa con ambos capítulos  y material nuevo, que se lanzaría en 2012, llegando después a PS Vita en 2013.  El modo de juego de White Album 2 sigue una línea argumental lineal que ofrece escenarios predeterminados con elección y toma de decisiones. Una adaptación al anime de Introductory Chapter  se emitió por televisión en Japón entre octubre y diciembre de 2013.

## Videojuego
El modo de jugar White Album 2 requiere una mínima interacción del jugador, ya que se pasa la mayor parte del tiempo leyendo el texto que se muestra en la parte inferior de la pantalla. La interacción del jugador con el juego solamente necesita que haga clic en un botón para avanzar en el juego haciendo rodar la siguiente línea de texto en la pantalla. A diferencia de otras novelas visuales, en Introductory Chapter no hay distintas rutas y solo hay un único desenlace, no existiendo opciones para que el jugador pueda seleccionar. Esto cambia en Closing Chapter y Coda, donde existen distintas rutas y desenlaces que dependen de la toma de decisiones del jugador, como es común en las novelas visuales. Coda transcurre tras los sucesos de Closing Chapter, y el epílogo After Story ocurre tras Coda.

## Argumento

### Escenario
White Album 2 tiene lugar en el mismo lugar que el anterior, habiendo transcurrido aproximadamente diez años desde los acontecimientos del primer White Album. El capítulo introductorio ("Introductory Chapter") comienza durante la segunda quincena de octubre. El capítulo final ("Closing Chapter") comienza tres años después de los eventos del capítulo introductorio.

### Personajes principales
Haruki Kitahara (北原 春希 Kitahara Haruki?)
 Seiyū: Takahiro Mizushima
Es el protagonista de White Album 2. Es un estudiante de tercer año en Hōjō High y un miembro del club de música ligera, también con excelentes calificaciones. Es amable, comprensivo y servicial. Haruki es el segundo guitarrista.
Setsuna Ogiso (小木曽 雪菜 Ogiso Setsuna?)
 Seiyū: Madoka Yonezawa
Setsuna es una de las dos heroínas del Capítulo Introductorio y Coda, y la heroína principal de Closing Chapter. Setsuna es un estudiante de tercer año en Hōjō High. Ella fue la señorita Hōjō dos años consecutivos y le gusta cantar karaoke. A Setsuna le gusta cantar "White Album", una canción de la novela visual original de White Album.
Kazusa Touma (冬馬 かずさ Tōma Kazusa?)
 Seiyū: Hitomi Nabatame
Kazusa es una de las dos heroínas del Introductory Chapter y Coda. Kazusa es una estudiante de tercer año en Hōjō High y está en la misma clase que Haruki. A menudo se queda dormida, llega tarde, o se salta clases. Es una pianista muy talentosa, es capaz de tocar varios instrumentos, y proviene de una familia rica.
Io Mizusawa (水沢 依緒 Mizusawa Io?)
 Seiyū: Ikumi Nakagami
Es una compañera de clase de Setsuna y solía ser la capitana del equipo de baloncesto. Io estaba en la misma clase que Haruki durante el primer año, aunque los dos ya se conocían desde la secundaria.
Takeya Iizuka (飯塚 武也 Iizuka Takeya?)
 Seiyū: Takuma Terashima
Es un amigo cercano de Haruki y es el presidente del club de música ligera. Él toca la guitarra y es sorprendentemente popular con las chicas.

## Historia
Resumen con spoilers de Introductory Chapter. La historia de Introductory Chapter comienza alrededor de la segunda quincena de octubre con Haruki Kitahara y Takeya Iizuka preocupados por el hecho de que todos los miembros de la banda del Club de Música Ligera que se reunieron para el festival de la escuela la han dejado. Después de búsqueda y trabajo duro, Setsuna Ogiso y Kazusa Touma son reclutados para el club, con Setsuna como cantante. Con Haruki, los tres tocan juntos en el festival de la escuela. Ellos interpretan "White Album" de Yuki Morikawa, "Sound of Destiny" de Rina Ogata, y una canción original llamada "Todokanai Koi", escrita por Haruki y compuesta por Kazusa. Cuando el día del festival llega a su fin, Setsuna encuentra a Haruki en el Salón de Música y luego se confiesa a él y ambos comienzan a salir juntos.
Un tiempo después, Setsuna decide organizar una fiesta de cumpleaños en su casa. Mientras que en el camino a casa de Setsuna, Haruki recuerda cuánto quería Setsuna que Kazusa asistiera y se preocupa pensando si Kazusa nunca recibió el aviso, por lo que decide ir al hogar de Kazusa directamente para ver si ella está. Lo que Haruki no sabía es que en realidad Setsuna no había invitado a Kazusa sino que estaba preparando en secreto la fiesta solo para ella y Haruki, "sólo los dos". Haruki se encuentra a Yōko Touma, la madre de Kazusa.  Yōko le dice a Haruki que Kazusa ha estado en Europa, que vivirá con ella el próximo mes y que no va a ir a la fiesta porque su avión llega una hora después de que haya comenzado. Haruki va a recoger a Touma al aeropuerto y trata de convencer a Touma de ir a la fiesta y no entiende por qué Kazusa había estado alejándose de él últimamente. Los dos se enzarzan en una discusión y Kazusa huye pero no antes de que los dos confiesen su amor por el otro y Kazusa admita que tenerlo tan cerca sin ser capaz de tenerle es una pesadilla para ella. Mientras tanto, Setsuna se queda sola el día de su cumpleaños dado que solo había invitado a Haruki y lo que es peor, sospecha que su novio le está siendo infiel. Kazusa se reúne con Setsuna en una cafetería por última vez para decirle a Setsuna que ella se marchará a Viena y no regresa a la escuela de nuevo.
Kazusa no se presenta en la ceremonia de graduación de la escuela, pero cuando Setsuna le cuenta a Haruki que Kazusa estaba en la escuela hasta hace un momento porque encontró una carta de Kazusa, Haruki corre por toda la ciudad en busca de ella. Él se va a casa y acaba llorando al no encontrarla, pero recibe una llamada de Kazusa y la encuentra por la noche en el parque frente a su casa y los dos se reconcilianm sabiendo que es su última noche juntos antes de que Kazusa se marche a Europa a vivir con su madre y perseguir su carrera de pianista. Al día siguiente, Setsuna convence a Haruki para ir juntos al aeropuerto y ver a Kazusa partir a pesar de que fuese muy doloroso para él. Antes de partir Setsuna termina llorando cuando su novio y Kazusa se besan, culpándose del desenlace de los acontecimientos. 

## Desarrollo
El director, el artista y diseñador de personajes para White Album 2 es Takeshi Nakamura, quien había trabajado anteriormente en otros juegos de Leaf, tales como Diciembre Cuando No Hay Ángel y el port de PlayStation 3 de Tears to Tiara. El escenario para  White Album 2 está escrito por Fumiaki Maruto y Kikakuya. Ellos trabajaron juntos antes en otras novelas visuales como Kono Aozora ni Yakusoku o. El productor para White Album 2 es Naoya Shimokawa, CEO de Aquaplus y también uno de los compositores de la banda sonora.
Según Shimokawa, Maruto fue el que se acercó con el diseño original y el concepto de White Album 2. Después de escuchar los detalles de Maruto, Shimokawa sintió que Maruto podía ser capaz de crear un juego que supere el original y decidió llevar a cabo la idea. Cuando se dijo que Nakamura iba a ser el artista para el juego, él se fue a hablar con Hisashi Kawata, el artista para White Album original, y Kawata dijo que quería ver las dolorosas imágenes del invierno que Nakamura crearía. Nakamura admitió que debido a que White Album 2 es, en cierto modo, una secuela, sintió un poco de presión sobre el trabajo. A pesar de estar ocupado con Kimi ga Yobu, Megido no Oka de y el port de PlayStation 3 Tears to Tiara, Nakamura siguió adelante y creó los diseños de los personajes para el juego a pesar de que nadie se los había pedido aún.
Cuando se le preguntó sobre la fecha de lanzamiento de la segunda parte del juego, Shimokawa afirmó que sería bueno esperar un poco de tiempo a la temporada de invierno para alinearse con los sentimientos que el título "White Album" evoca. Shimokawa cree que el escenario debería estar completo para entonces y que se reduce a si el arte se lograra completar a tiempo o no. A diferencia de Diciembre Cuando No Hay Ángel donde había dos artistas, Nakamura estuvo solo y tuvo que trabajar en ambas heroínas y los personajes secundarios, por lo que es algo que requiere de un gran esfuerzo para el dibujante.

### Lanzamiento del juego
Una campaña de preventa para Introductory Chapter se inició el 25 de septiembre de 2009. Pre-órdenes que fueron recibidas dentro de un período de tiempo no especificado recibieron una figura modelo de Setsuna Ogiso. Tanto su edición estándar como la limitada de Introductory Chapter fueron planeadas originalmente para ser lanzadas el 26 de febrero de 2010, pero se retrasó, finalmente el capítulo introductorio estuvo listo oficialmente el 12 de marzo de 2010 y luego se lanzó dos semanas más tarde, el 26 de marzo de 2010. La edición limitada del juego incluyó una novela de tapa dura con ella. La novela se llama Yuki ga Toke, Soshite Yuki ga Furu Made (雪が解け、そして雪が降るまで?), y fue escrita por Maruto e ilustrada por Nakamura. La novela que viene con Introductory Chapter se narra desde una perspectiva diferente. La novela que posteriormente viene con Closing Chapter es una historia ambientada entre los eventos de Introductory Chapter y el segundo juego. Closing Chapter se lanzó el 22 de diciembre de 2011.

## Adaptaciones

### Drama CD
Un drama CD titulado Matsuri no Mae: Futari no 24 Jikan (祭りの前～ふたりの24時間～?) fue lanzado el 13 de agosto de 2010, durante el Comiket #78. El guion fue escrito por Fumiaki Maruto y las ilustraciones fueron hechas por Takeshi Nakamura. Una novela corta también fue incluida en el drama CD. La premisa del drama CD fue sobre el día antes del festival de la escuela. Haruki Kitahara, Setsuna Ogiso, y Kazusa Touma son interpretados por Takahiro Mizushima, Madoka Yonezawa, y Hitomi Nabatame respectivamente. Desde el lanzamiento del juego, otros CD drama y conversaciones han salido, expandiendo la historia. 

### Anime
Una adaptación de la novela visual, White Album 2, con 13 episodios fue anunciada en la edición de mayo de 2013 de la revista Kadokawa Shoten Monthly Newtype. Masaomi Ando dirigió la serie en el estudio Satelight. Fumiaki Maruto, el escritor de escenario para los juegos originales, supervisó y escribió el guion de la serie y el compositor Naoya Shimokawa se desempeñó como productor musical para el anime. La serie se emitió en Japón entre el 5 de octubre y 28 de diciembre de 2013, en Tokyo MX y en MBS, TVA, BS11 y más tarde en AT-X. Crunchyroll transmitió la serie con subtítulos en inglés.

### Lista de episodios
| N.º | Título | Fecha De Emisión        |
| --- | --- | ----------------------- |
| 1   | "White Album" | 5 de octubre de 2013    |
| 2   | "Piano y guitarra en conjunto" "Tonariawase no Piano to Gitā" (隣り合わせのピアノとギター)                                                        | 12 de octubre de 2013   |
| 3   | "El club de música ligera, reunido" "Keiongaku Dōkō Kai、Sai Kessei" (軽音楽同好会、再結成)                                                       | 19 de octubre de 2013   |
| 4   | "Sound of Destiny" | 26 de octubre de 2013   |
| 5   | "Tocando el corazón" "Fureau Kokoro" (触れあう心)                                                                                                 | 2 de noviembre de 2013  |
| 6   | "Antes del festival" "Matsuri no Mae" (祭りの前)                                                                                                  | 9 de noviembre de 2013  |
| 7   | "El mejor, último día" "Saikō no, Saigo no Hi" (最高の、最後の日)                                                                                 | 16 de noviembre de 2013 |
| 8   | "El invierno finalmente comienza" "Yagate Fuyu ga Hajimatte" (やがて冬が始まって)                                                                 | 23 de noviembre de 2013 |
| 9   | "Corazones cruzados" "Surechigau Kokoro" (すれ違う心)                                                                                             | 30 de noviembre de 2013 |
| 10  | "Hasta que la nieve se derrita y vuelva a caer (Parte I)" "Yuki ga Toke, Soshite Yuki ga Furu Made (Zenpen)" (雪が解け、そして雪が降るまで（前編) | 7 de diciembre de 2013  |
| 11  | "Hasta que la nieve se derrita y vuelva a caer (Parte II)" "Yuki ga Toke, Soshite Yuki ga Furu Made (Kōhen)" (雪が解け、そして雪が降るまで（後編) | 14 de diciembre de 2013 |
| 12  | "Graduación" "Sotsugyō" (卒業) | 21 de diciembre de 2013 |
| 13  | "Un amor inalcanzable" "Todokanai Koi" (届かない恋)                                                                                               | 28 de diciembre de 2013 |

## Música
El capítulo de introducción (Introductory Chapter) tiene tres temas musicales, el tema de apertura "Todokanai Koi" (届かない恋?), el tema de cierre "Twinkle Snow", y la canción de introducción "After All ~Tsuzuru Omoi~" (After All ~綴る想い~?). Tanto el tema de apertura como el de introducción son interpretados por Rena Uehara. El tema de cierre es realizado por Akari Tsuda. Shinya Ishikawa compuso "Todokanai Koi" y "After All: Tsuduru Omoi", mientras que Junya Matsuoka compuso "Twinkle Snow". Matsuoka se encargó de los arreglos de "Todokanai Koi" y Michio Kinugasa de los arreglos de  "Twinkle Snow" y "After All: Tsuduru Omoi". Un único CD que contiene las tres canciones fue lanzado el 26 de mayo de 2010. El sencillo alcanzó el puesto 65 en el ranking de Oricon durante una semana.
El tema de apertura para el capítulo de cierre (Closing Chapter), "Shiawase na Kioku" (幸せな記憶?), también fue interpretado por Rena Uehara.
White Album 2 ha sido muy alabado por su banda sonora y su conexión con la trama, que ha sido compuesta por distintos compositores como Ninya Ishikawa, Naoya Shimokawa y Michio Kinugasa, entre otros. Las canciones son interpretadas por cantantes como Madoka Yonezawa (Setsuna Ogiso), Rena Uehara y Tsuda Akari. Desde el lanzamiento del juego, Aquaplus ha seguido sacando discos con distintas versiones de las canciones y la banda sonora de la novela visual. 
La serie de anime utiliza a "Todokanai Koi '13" (届かない恋 '13?) como tema de apertura y  "Sayonara no Koto" (さよならのこと?) como tema de cierre, siendo ambos interpretados por Rena Uehara. "Sayonara no Koto" fue un nuevo tema para el anime que no estaba en la novela visual, compuesto por Naoya Shimokawa. 

## Recepción
El capítulo introductorio empató en el segundo lugar en pre-órdenes del videojuego bishōjo en Japón entre los meses de diciembre de 2009 y enero de 2010. Fue el segundo juego de PC más vendido en marzo de 2010 en Getchu.com. Además, el port de PS3 de White Album 2 fue el juego mejor valorado de la semana por Famitsu, obteniendo un 37/40 y superando esa semana a New Super Mario bros U.
White Album 2 está considerada una de las mejores novelas visuales de todos los tiempos. Está especialmente reconocida por la dinámica de relaciones entre sus personajes, sus personajes y su música. Closing Chapter estuvo durante varios años en 2.ª posición en el ranking de vndb.org, conocida página de novelas visuales internacional, y se encuentra en 4.ª posición a fecha de 2021, a pesar incluso de no estar traducida al inglés a dicha fecha. En el ranking de Erogamescape, conocida página japonesa de novelas visuales eroge, White Album 2 estuvo durante muchos años en primera posición, ocupando el primer lugar en 2011. A fecha de 2019, ocupaba la tercera posición.